# Platypalpus dessarti
Platypalpus dessarti är en tvåvingeart som beskrevs av Patrick Grootaert 1983. Platypalpus dessarti ingår i släktet Platypalpus och familjen puckeldansflugor.
Artens utbredningsområde är Belgien. Inga underarter finns listade i Catalogue of Life.